# Homo hierarchicus
 (septembre 2017).
Si vous disposez d'ouvrages ou d'articles de référence ou si vous connaissez des sites web de qualité traitant du thème abordé ici, merci de compléter l'article en donnant les références utiles à sa vérifiabilité et en les liant à la section « Notes et références ».
Homo hierarchicus : Le système des castes et ses implications (1966) est un traité de Louis Dumont sur le système indien des castes. 
Il y analyse la hiérarchie des castes et la tendance de l'ascendant des castes inférieures de suivre les habitudes des castes supérieures. Ce concept a été nommé 
« sanskritisation » par le sociologue indien M. N. Srinivas (en) (1916–1999).
Il affirme que l'idéologie du système des castes est fondamentalement contraire à notre conception de la société égalitaire et qu'elle découle de la nature, des conditions et des limites de la réalisation d'une telle société. Nous ne pouvons pas nous limiter à comprendre le système des castes uniquement comme une forme de « stratification sociale ».